# A Regular Girl
A Regular Girl è un film muto del 1919 diretto da James Young.

## Trama
Dopo essersi arruolata come infermiera durante la prima guerra mondiale e essere diventata popolare presso i soldati con il nomignolo di Lizzie, Elizabeth Schuyler trova noiosa la vita dell'alta società. Per mantenersi attiva, aiuta la servitù nei lavori domestici. Così. quando in casa arriva Red, un amico conosciuto durante la guerra, lui la scambia per una delle cameriere. Red la invita a visitare la pensione della signora Murphy dove vivono alcuni ex-militari che non riescono a trovare un lavoro. Per non mettere in allarme il padre e Bob, il suo fidanzato, Elizabeth si assenta da casa fingendo di andare a visitare una casa di cura, mentre, invece, si trasferisce nella pensione della signora Murphy. Il suo progetto è quello di aprire un ufficio di collocamento per trovare un lavoro ai reduci, aiutandoli così a reinserirsi nuovamente nella vita civile. L'operazione va in porto e Bob è felice di sposare la sua ragazza.

## Produzione
Il film fu prodotto dalla Selznick Pictures Corporation. Durante la lavorazione, venne usato il titolo Everybody's Sweetheart che richiamava il soprannome con il quale era conosciuta nel mondo del vaudeville Elsie Janis. L'attrice, secondo alcune fonti recenti, reclutò personalmente in un ospedale militare i soldati feriti che, nel film, appaiono come comparse.

## Distribuzione
Il copyright del film, richiesto dalla Selznick Pictures Corp., fu registrato il 22 ottobre 1919 con il numero LP14331.
Distribuito dalla Select Pictures Corporation, il film uscì nelle sale cinematografiche USA il 22 novembre 1919. In Francia, intitolato Un bon copain, fu distribuito il 1º ottobre 1920 dalla Select Films.
Non si conoscono copie ancora esistenti della pellicola che viene considerata presumibilmente perduta